# Cosa fare a Denver quando sei morto
Cosa fare a Denver quando sei morto (Things to Do in Denver When You're Dead) è un film del 1995 diretto da Gary Fleder e sceneggiato da Scott Rosenberg.

## Trama
Jimmy "Il Santo" è un ex gangster e attuale proprietario di un'agenzia nella quale i malati terminali riprendono in video dei messaggi da far avere ai propri cari quando saranno deceduti. Siccome gli affari in agenzia non vanno molto bene Jimmy si trova costretto ad accettare una missione per conto del suo vecchio boss. Ma la missione fallisce e il boss vuole che chi ha sbagliato paghi.

## Distribuzione
È stato presentato nella sezione Un Certain Regard al 48º Festival di Cannes.